# ریم هوسین
ریم هوسین (انگلیسی: Riem Hussein؛ زادهٔ ۲۶ ژوئیهٔ ۱۹۸۰) بازیکن فوتبال اهل آلمان است.